# Гальмівна система

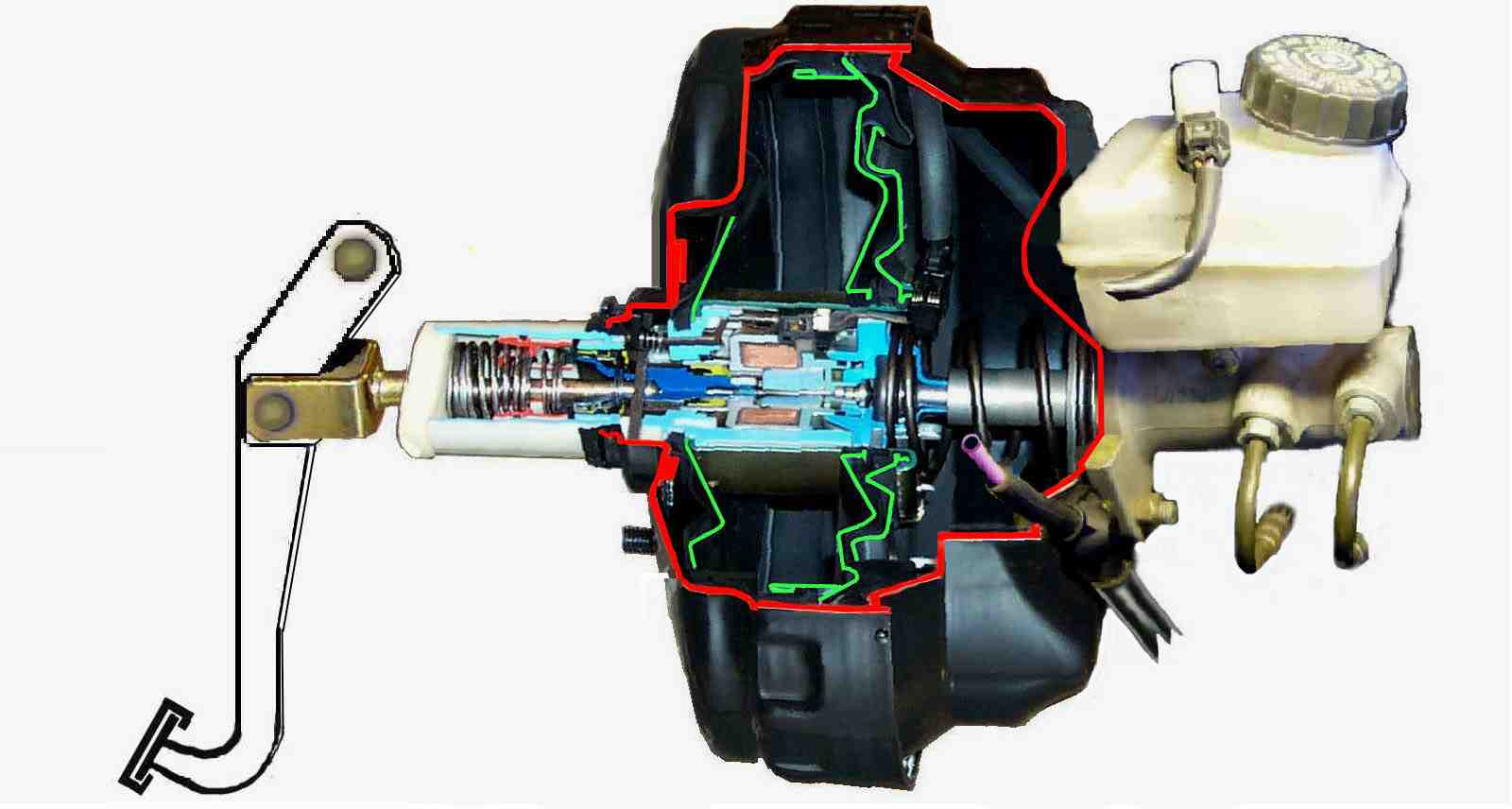
Вакуумний сервопривод педалі гальм є поширеним у гальмівних системах із гідравлічним приводом

Гальмівна́ систе́ма автомобі́ля (альтернативна форма: гальмова́ систе́ма автомобі́ля) — сукупність пристроїв, призначених для здійснення гальмування АТЗ, — поступового сповільнення чи зупинки транспортного засобу, обмеження його швидкості на спусках або для забезпечення його нерухомого стану під час стоянки.

## Види
За видами гальмівні системи поділяють на:
- Робочу

Призначена для зниження швидкості руху, обмеження її на спуску та зупинки транспортного засобу із необхідними ефективністю та стійкістю у процесі гальмування. Застосовується у всіх режимах руху автомобіля.
- Запасну (аварійну)

Призначена для зупинки автомобіля у разі відмови робочої гальмівної системи. Сумарна гальмівна сила, що створюється системою, дещо менша, ніж у робочої. Як правило, функції запасної системи може виконувати справна частина робочої або стоянкової систем.
- Стоянкову

Призначається для утримування автомобіля у нерухомому стані відносно опорної поверхні із необхідною ефективністю навіть за відсутності водія, підтримуючи стоянкові гальма у загальмованому стані за допомогою чисто механічних пристроїв. 
- Допоміжну

Призначена для зниження швидкості транспортного засобу та обмеження її на спусках. Використовується на автомобілях особливо великої вантажопідйомності (МАЗ, КрАЗ, MAN) та автобусах великої місткості для зменшення навантаження на робочу гальмівну систему в разі тривалого гальмування на затяжних спусках у гірській чи пагорбистій місцевості.
Будь-яка гальмівна система складається із гальмівних механізмів та їх приводів

## Гальмівні механізми
Принцип дії полягає у тому, що ці деталі не дають обертатися колесам, внаслідок чого автомобіль зменшує швидкість.
Типи гальмівних механізмів
За будовою гальмівні системи поділяються на дискові та барабанні.
Принцип дії перших засновано на стисканні гальмового диску гальмовими колодками; другого — на притисканні гальмових колодок до внутрішньої поверхні барабану.
Принцип дії гальмівного механізму заснований на використанні сили тертя, що утворюється між гальмовим диском та колодкою. Притискання колодок до диску відбувається тоді, коли гальмові поршні під дією тиску виходять із циліндрів. Зазор між колодкою та диском у розгальмованому стані становить 0,1 — 0,15 мм.

## Знос гальм
Якщо маються на увазі передні гальма (задні служать дуже довго, оскільки на них припадає набагато менше роботи по уповільненню), то практично всі диски сучасних автомобілів мають вентильований конструкцію, тобто всередині площині є повітряні канали.

## Індикація проблем гальмівної системи
Для контролю за станом гальмівної системи передбачені контрольні сигналізатори, які інформують про необхідність перевірки і також про проблеми. Як правило, це або електронні індикатори на панелі приладів, або механічні. Серед параметрів, що контролюються: знос гальмівних колодок, рівень гальмівної рідини, поломка системи ABS. 

## Ефективність гальмівної системи
Ефективність гальмівної системи визначається наступними параметрами: 
- тиском у гідравлічній системі;
- радіусом точки прикладання сили стиснення поршнів супорта;
- динамічним коефіцієнтом тертя пари "диск-колодка";
- ефективною площею поршнів гальмівного механізму [7]

## Вживання терміна «гальмівна/гальмова система» в українській та інших мовах
В нормативних документах, технічній літературі та у численних публікаціях трапляються суперечливі випадки вживання термінів «гальмівний» та «гальмовий», «гальмівна» та «гальмова». Термін «гальмівна система» є стандартизованим терміном в ДСТУ 2919-94.
Разом із тим, у багатьох публікаціях можна зустріти альтернативну форму цього терміна як «гальмова система»